# Luka Cvetićanin
Luka Cvetićanin (in serbo Лука Цветићанин?; Belgrado, 11 febbraio 2003) è un calciatore serbo, attaccante dello Zemun.

## Caratteristiche tecniche
È un'ala sinistra molto rapida e dotata di buona tecnica di base. Nel 2020 è stato inserito nella lista dei migliori sessanta calciatori nati nel 2003 stilata da The Guardian.

## Carriera
Cresciuto nel settore giovanile di Partizan e Teleoptik, nel 2019 viene acquistato dal Voždovac. Debutta in prima squadra il 25 settembre 2019 in occasione dell'incontro di Superliga perso 3-1 contro la Stella Rossa.

## Statistiche
Statistiche aggiornate al 12 dicembre 2020.

### Presenze e reti nei club
| Stagione        | Squadra         | Campionato      | Campionato | Campionato | Coppe nazionali | Coppe nazionali | Coppe nazionali | Coppe continentali | Coppe continentali | Coppe continentali | Altre coppe | Altre coppe | Altre coppe | Totale | Totale | Totale |
| Stagione        | Squadra         | Comp            | Pres       | Reti       | Comp            | Pres            | Reti            | Comp               | Pres               | Reti               | Comp        | Pres        | Reti        | Pres   | Reti   |        |
| --------------- | --------------- | --------------- | ---------- | ---------- | --------------- | --------------- | --------------- | ------------------ | ------------------ | ------------------ | ----------- | ----------- | ----------- | ------ | ------ | ------ |
| 2019-2020       | Voždovac        | SL              | 13         | 0          | CS              | 1               | 0               |                    | -                  | -                  |             | -           | -           | 14     | 0      |        |
| 2020-2021       | Voždovac        | SL              | 12         | 0          | CS              | 2               | 0               |                    | -                  | -                  |             | -           | -           | 14     | 0      |        |
| Totale carriera | Totale carriera | Totale carriera | 25         | 0          |                 | 3               | 0               |                    | -                  | -                  |             | -           | -           | 28     | 0      |        |